# 6390 Hirabayashi
6390 Hirabayashi è un asteroide della fascia principale. Scoperto nel 1990, presenta un'orbita caratterizzata da un semiasse maggiore pari a 2,8791971 UA e da un'eccentricità di 0,1783794, inclinata di 6,07735° rispetto all'eclittica.